# Barry De Vorzon

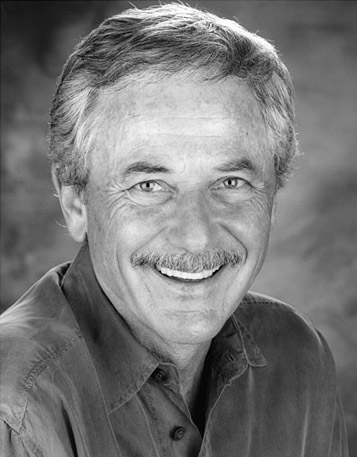
Barry De Vorzon

Barry De Vorzon, auch Barry DeVorzon (* 31. Juli 1934 in New York City) ist ein US-amerikanischer Komponist, Songwriter, Sänger und Musikproduzent.

## Leben
Barry de Vorzon wurde als Sohn des wohlhabenden Sängers und Violinisten Jules De Vorzon geboren. Die Familie zog in den 1950er Jahren nach Palm Springs. Dort unterzeichnete er auch für RCA Records einen Vertrag als Sänger. Seine vier von 1957 bis 1959 veröffentlichten Singles verkauften sich nicht gut. Dabei benutzte er auch das Pseudonym John Buck. Allerdings war er als Songwriter erfolgreich. So waren Just Married, gesungen von Marty Robbins, und Treasure Of Your Love, gesungen von Eileen Rodgers, überaus erfolgreiche Hits. Anschließend unterzeichnete er einen Vertrag bei Columbia Records. Er arbeitete in New York, gründete mit Billy Sherman Billy Sherman und managte fortan einige Musiker wie Dorsey Burnette, Johnny Burnette und Bobby Bare. 1962 unterzeichnete bei Valiant Records eine Musikgruppe mit dem Namen The Coastliners. De Vorzon nannte sie in The Cascades um und schrieb fortan einige Songs für sie. Insgesamt war er sehr produktiv bis in die 1970er Jahre hinein. So listet allein Broadcast Music Incorporated 1221 Songs von Barry de Vorzon auf.
Ab den 1970er Jahren begann er auch Filmmusik zu komponieren. Nach seinem Debüt mit Kampf den Talaren folgten Filme wie Die Warriors, So ein Team gibt’s nicht noch einmal und Verkehrsprobleme. Seinen größten Erfolg hatte er, als er bei der Oscarverleihung 1972 mit seinem Lied Bless the Beasts and Children eine Nominierung für den Besten Song erhielt. Das Musikstück Nadia’s Theme (The Young and the Restless) wurde im Januar 1977 in den USA mit einer Goldenen Schallplatte ausgezeichnet.
Bekannt ist außerdem die Titelmelodie für die Fernsehserie Die knallharten Fünf (Originaltitel: S.W.A.T.), die auch im Remake verwendet wird.

## Filmografie (Auswahl)
- 1970: Kampf den Talaren (R.P.M.)
- 1971: Denkt bloß nicht, daß wir heulen (Bless the Beasts & Children)
- 1973: Jagd auf Dillinger (Dillinger)
- 1975: Ein stahlharter Mann (Hard Times)
- 1975–1976: Die knallharten Fünf (Fernsehserie)
- 1976: Sie nannten ihn El Lute (Bobbie Jo and the Outlaw)
- 1977: Der Mann mit der Stahlkralle (Rolling Thunder)
- 1979: Die Warriors (The Warriors)
- 1980: So ein Team gibt’s nicht noch einmal (The Comeback Kid)
- 1980: Xanadu
- 1981: Heimatlos – Ein Herz für Kinder (The Children Nobody Wanted)
- 1982: Der Kopfgeldjäger (Reward)
- 1981: Kein Mord von der Stange (Looker)
- 1981–1985: Simon & Simon (Fernsehserie, 82 Folgen)
- 1981: Tattoo – Jede große Liebe hinterläßt ihre Spuren (Tattoo)
- 1982: Jekyll und Hyde – Die schärfste Verwandlung aller Zeiten (Jekyll and Hyde… Together Again)
- 1985: Mord im Exil (Kojak: The Belarus File)
- 1985: Sie nannten ihn Stick (Stick)
- 1985: Verkehrsprobleme (Mischief)
- 1986: Die Nacht der Creeps (Night of the Creeps)
- 1986: Vietnam Adieu (Intimate Strangers)
- 1990: Der Exorzist III (The Exorcist III)

## Auszeichnungen (Auswahl)
- Oscarverleihung 1972: Nominierung für den Besten Song mit dem Lied Bless the Beasts and the Children aus dem Film Denkt bloß nicht, daß wir heulen
- Grammy Awards 1978: Auszeichnung für das Beste Instrumentalarrangement für das Musikstück Nadia’s Theme (The Young And The Restless)